# Klasse van vertakt bekermos en neptunusmos
De klasse van vertakt bekermos en neptunusmos (Cladonio-Lepidozietea) is een klasse van syntaxa die worden gedomineerd door mossen- en korstmossen die gebonden zijn aan dood hout en andere organische substraten.

## Naamgeving en codering
| Cladonio digitatae-Lepidozietea reptantis Ježek & Vondráček 1962 |

- Syntaxoncode voor Nederland (rVvN): r57

De wetenschappelijke naam Cladonio-Lepidozietea is afgeleid van de botanische namen van twee diagnostische soorten voor de klasse. Dit zijn vertakt bekermos (Cladonia digitata) en neptunusmos (Lepidozia reptans).

## Onderliggende syntaxa in Nederland
De klasse van vertakt bekermos en neptunusmos wordt in Nederland vertegenwoordigd door twee orden.
- - gaffeltandmos-orde (Dicranetalia scoparii)
    - verbond van gaffeltandmos en bosklauwtjesmos (Dicrano-Hypnion andoi)
      - associatie van gaffeltandmos en bosklauwtjesmos (Dicrano-Hypnetum andoi)
      - associatie van gewoon sterrenmos en knikkend palmpjesmos (Mnio-Isothecietum)

  - orde van gedrongen kantmos (Lophocoleetalia heterophyllae)
    - verbond van smal bekermos (Cladonion coniocraeae)
      - associatie van vertakt bekermos (Cladonietum digitatae)
      - schubjesmos-associatie (Hypocenomycetum scalaris)
      - rietdakmos-associatie (Pohlio-Leptodontietum)
      - associatie van blauwe veenkorst (Trapeliopsidetum flexuosae)

    - viertandmos-verbond (Tetraphidion)
      - associatie van gewoon knopjesmos (Aulacomnietum androgyni)
      - viertandmos-associatie (Leucobryo-Tetraphidetum)

- RG met Brachythecium rutabulum-[Cladonio-Lepidozietea/Neckerion]
- RG met Hypnum cupressiforme-[Cladonio-Lepidozietea/Neckerion]

## Vegetatiezonering
De meeste doodhoutbewonende gemeenschappen van deze klasse komen voor in bossen. Het kan gaan om bossen uit de klasse van eiken- en beukenbossen op voedselarme grond, de klasse van elzenbroekbossen, de klasse van berkenbroekbossen en de klasse van naaldbossen.

## Fauna
In de vegetatie van de klasse van vertakt bekermos en neptunusmos worden vaak kleine dieren aangetroffen zoals miljoenpoten, springstaarten en pissenbedden. 

## Fotogalerij

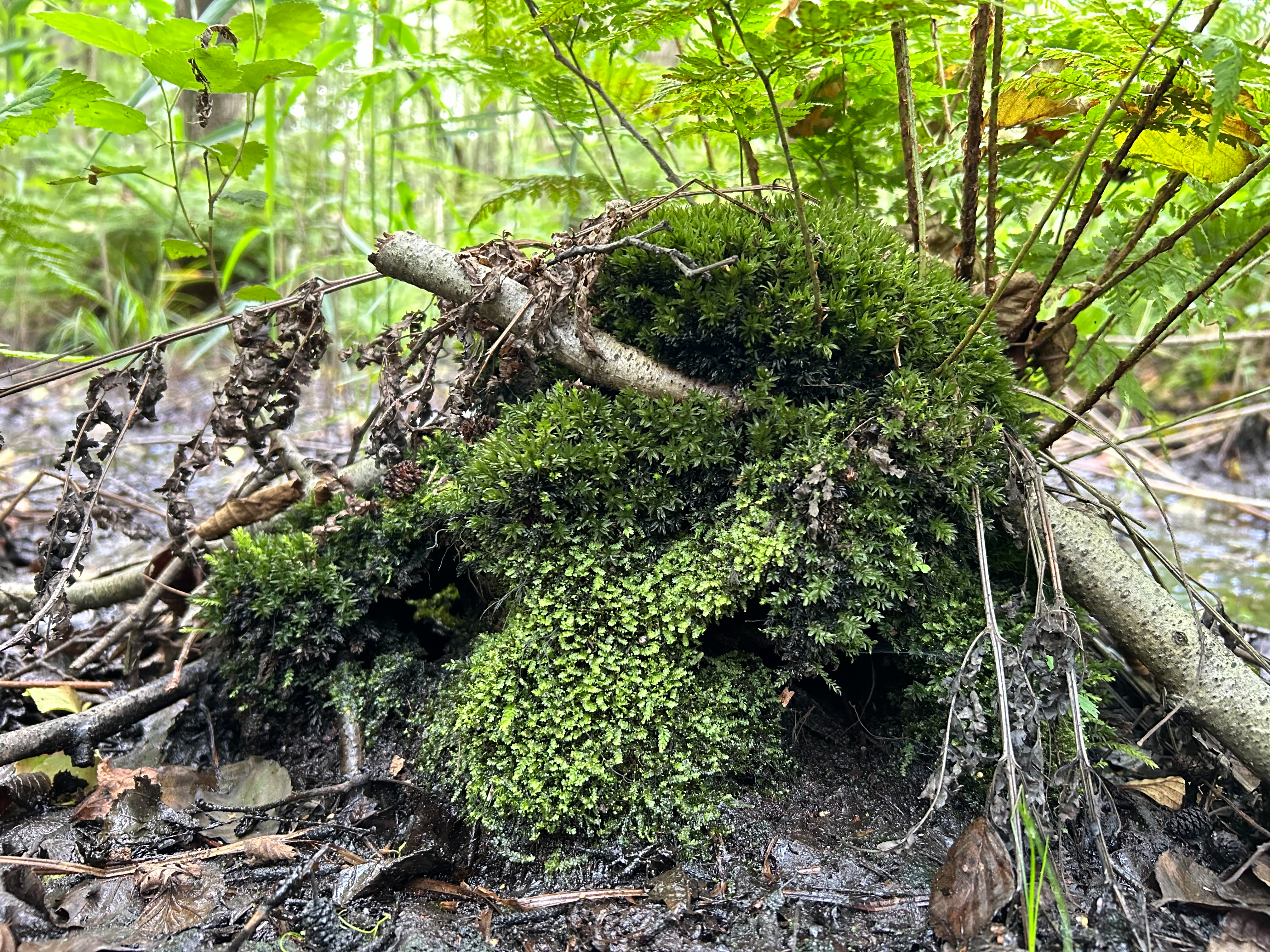
Een zomeraspect van de viertandmos-associatie
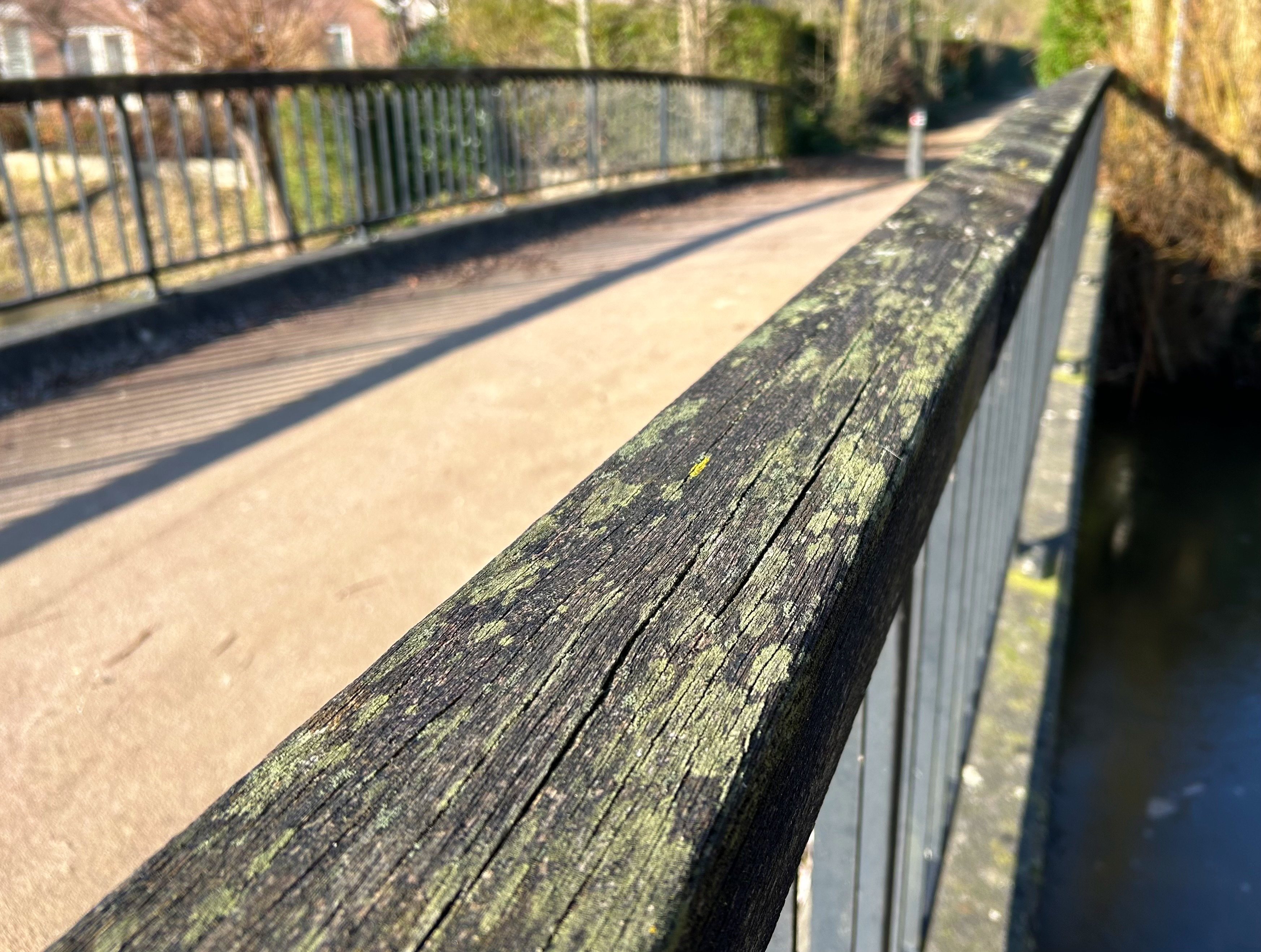
De associatie van blauwe veenkorst
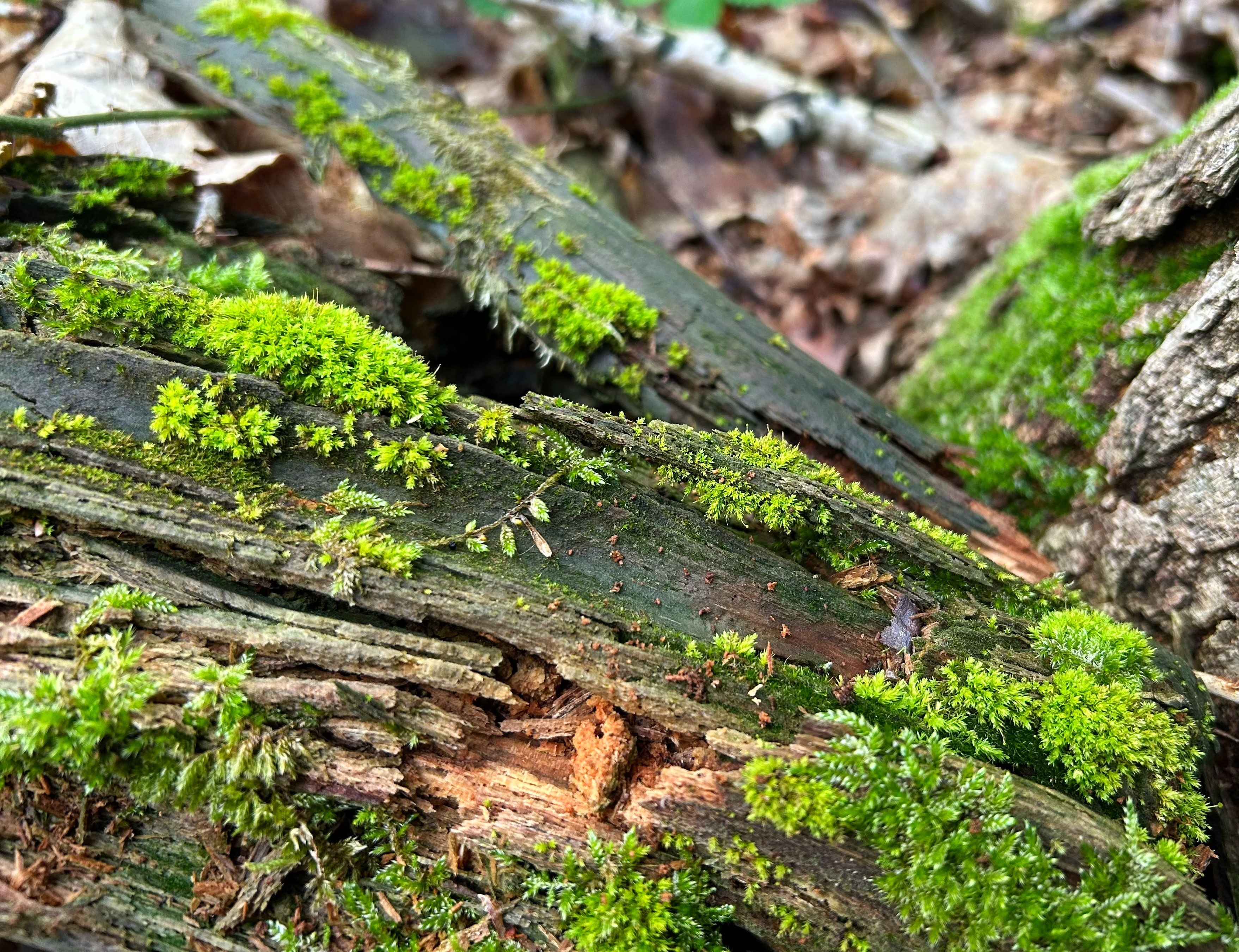
De associatie van gewoon knopjesmos

01 Eendenkroos-klasse (Lemnetea) · 02 Ruppia-klasse (Ruppietea) · 03 Zeegras-klasse (Zosteretea) · 04 Kranswieren-klasse (Charetea) · 05 Fonteinkruiden-klasse (Potametea) · 06 Oeverkruid-klasse (Littorelletea) · 07 Klasse van bronbeekgemeenschappen (Montio-Cardaminetea) · 08 Riet-klasse (Phragmitetea) · 09 Klasse van kleine zeggen (Parvocaricetea) · 10 Klasse van hoogveenslenken (Scheuchzerietea) · 11 Klasse van hoogveenbulten en natte heiden (Oxycocco-Sphagnetea) · 12 Weegbree-klasse (Plantaginetea majoris) · 13 Klasse van pioniergraslanden op gruis- en steenbodems (Sedo-Scleranthetea) · 14 Klasse van droge graslanden op zandgrond (Koelerio-Corynephoretea) · 15 Klasse van kalkgraslanden (Festuco-Brometea) · 16 Klasse van matig voedselrijke graslanden (Molinio-Arrhenatheretea) · 17 Marjolein-klasse (Trifolio-Geranietea sanguinei) · 18 Klasse van gladde witbol en havikskruiden (Melampyro-Holcetea mollis) · 19 Klasse van heischrale graslanden (Nardetea) · 20 Klasse van droge heiden (Calluno-Ulicetea) · 21 Muurvaren-klasse (Asplenietea) · 22 Klasse van vloedmerkgemeenschappen op zeedijken en rolkeistranden (Honckenyo-Elymetea) · 23 Klasse van vloedmerkgemeenschappen op zand en slik (Cakiletea maritimae) · 24 Helm-klasse (Ammophiletea) · 25 Slijkgras-klasse (Spartinetea) · 26 Zeekraal-klasse (Thero-Salicornietea) · 27 Zeeaster-klasse (Asteretea tripolii) · 28 Zeevetmuur-klasse (Saginetea maritimae) · 29 Dwergbiezen-klasse (Isoeto-Nanojuncetea) · 30 Tandzaad-klasse (Bidentetea) · 31 Klasse van akkergemeenschappen (Stellarietea mediae) · 32 Klasse van ruderale gemeenschappen (Artemisietea vulgaris) · 33 Klasse van natte strooiselruigten (Convolvulo-Filipenduletea) · 34 Klasse van nitrofiele zomen (Galio-Urticetea) · 35 Klasse van kapvlaktegemeenschappen (Epilobietea angustifolii) · 36 Brummel-klasse (Lonicero-Rubetea plicati) · 37 Klasse van brem- en gaspeldoornstruwelen (Cytisetea scopario-striati) · 38 Klasse van kruipwilg- en duindoornstruwelen (Salicetea arenariae) · 39 Klasse van wilgenbroekstruwelen (Franguletea) · 40 Klasse van doornstruwelen (Rhamno-Prunetea) · 41 Klasse van wilgenvloedbossen en -struwelen (Salicetea purpureae) · 42 Klasse van elzenbroekbossen (Alnetea glutinosae) · 43 Klasse van berkenbroekbossen (Vaccinio-Betuletea pubescentis) · 44 Klasse van naaldbossen (Vaccinio-Piceetea) · 45 Klasse van eiken- en beukenbossen op voedselarme grond (Quercetea robori-petraeae) · 46 Klasse van eiken- en beukenbossen op voedselrijke grond (Querco-Fagetea) · 47 Klasse van (spat)watergemeenschappen (Hymenelio-Fontinalietea) · 48 Zeestippelkorst-klasse (Hydropunctarietea maurae) · 49 Klasse van stippelkorsten en achterlichtmossen (Verrucario-Schistidietea) · 50 Klasse van bisschopsmutsen en landkaartmossen (Racomitrio-Rhizocarpetea) · 51 Poederkorst-klasse (Chrysotrichetea chlorinae) · 52 Schorsmos-klasse (Hypogymnietea physodis) · 53 Klasse van haarmutsen en vingermossen (Orthotricho-Physcietea) · 54 Schriftmos-klasse (Arthonio-Lecidelletea) · 55 Boomspijkertjes-klasse (Calicio-Chrysotrichetea) · 56 Kringmos-klasse (Neckeretea complanatae) · 57 Klasse van vertakt bekermos en neptunusmos (Cladonio-Lepidozietea) · 58 Druppelkorst-klasse (Fellhaneretea) · 59 Klasse van purpersteeltje en ruig haarmos (Ceratodonto-Polytrichetea) · 60 Pluisjesmos-klasse (Dicranelletea heteromallae) · 61 Smaragdsteeltjes-klasse (Psoretea decipientis) · 62 Kruikmos-klasse (Splachnetea)